# مژگان عظیمی (صداپیشه)
مژگان عظیمی (زادهٔ ۹ آذر ۱۳۴۰ تهران)، دوبلور و بازیگر ایرانی است. تحصیلات وی در رشتهٔ بازرگانی (دیپلم) بوده‌است. او از ۵ سالگی (۱۳۴۵) پا به عرصۀ گویندگی رادیو گذاشت. زمانی که پس از دادن آزمون صدا و پذیرفته شدن، در برنامۀ رادیویی «خردسالان» عذرا وکیلی، شروع به کار کرد. چهار سال بعد، یعنی در سال ۱۳۴۹ با دوبلهٔ نقش «جینا» در کارتون پینوکیو برای نخستین بار دوبله را نیز تجربه کرد. از کارهای پرآوازه‌ای که عظیمی در دوبلهٔ آن شرکت داشته می‌توان به ارباب حلقه‌ها، پزشک دهکده (برایان)، پرستاران، قصه‌های جزیره، فرانکنشتاین، حلالم کن و… اشاره کرد.
او همچنین به نقش‌آفرینی در سریال‌های مدرسه مادربزرگ‌ها، دوران سرکشی و ماجراهای محلۀ ما پرداخته‌است. عظیمی به عنوان راویان کتاب‌های صوتی نیز فعالیت دارد.

## نمونه‌هایی از کارهای هنری
| دوبله | گویندگی                                |
| --- | -------------------------------------- |
| هایدی (هایدی)                                                                                                  | قصه‌های شب (با مدیریت دوبلاژ مهدی آژیر) |
| سینمایی پینوکیو (جینا)                                                                                         | صبح جمعه با شما (پسر آقای مُلَوَّن)        |
| نیک و نیکو |                                        |
| سفیدبرفی |                                        |
| تام و جری توییتی                                                                                               |                                        |
| خرس‌های مهربان                                                                                                  |                                        |
| بابا لنگ‌دراز                                                                                                   |                                        |
| فوتبالیست‌ها |                                        |
| خداوند لک‌لک‌ها را دوست دارد                                                                                     |                                        |
| المپیک حلزون‌ها                                                                                                 |                                        |
| زورو |                                        |
| سریال پزشک دهکده (برایان)                                                                                      |                                        |
| سریال سواران کوچک (بن)                                                                                         |                                        |
| سریال کایلو (نقش کایلو) با مدیریت دوبلاژ اردشیر منظم                                                           |                                        |
| جوجه طلایی (جوجه طلایی) با مدیریت دوبلاژ شوکت حجت                                                              |                                        |
| فیلم سینمایی مریم و میتیل (نقش مریم)                                                                           |                                        |
| ماه‌پیشونی (نقش سارا و اجرای کلیه ترانه‌ها) با مدیریت دوبلاژ ابوالحسن تهامی‌نژاد                                  |                                        |
| خورشید مصر (۱۳۸۱) گویندۀ گفتار متن                                                                             |                                        |
| ضربۀ طوفان |                                        |
| سریال لحظه‌های دشوار (شمش)                                                                                      |                                        |
| مجموعۀ عروسکی قصه‌های شبانه (صداپیشگی به‌جای دو شخصیت اصلی عروسکی)                                               |                                        |
| دردسر سازان پخش‌شده با نام «شب عید در ایتالیا» تابستان ۱۳۷۸                                                     |                                        |
| نامادری به‌جای لیام ایکن در نقش «بن هریسون» به مدیریت دوبلاژ زهره شکوفنده                                       |                                        |
| آخرین سامورایی به مدیریت دوبلاژ نصرالله مدقالچی (استودیو قرن ۲۱) به جای سوسوکه ایکماتسو در نقش هایگن (پسر بچه) |                                        |

وی در سال ۱۳۹۱ به عنوان بازیگر رادیویی به جمع بازیگران برنامه‌های طنز کوی نشاط و دلخنده محصول دفتر طنز رادیو ایران پیوست 
سیسیلی در قصه های جزیره